# 热尔伯鲁瓦战役
热尔伯鲁瓦戰役（英語：Battle of Gerberoy 法語：Bataille de Gerberoy）發生在1435年5月9日，是百年戰爭期間，英格蘭王國與法國法蘭西王國間的軍事衝突。法軍由拉海爾及让·波东·德·桑特拉耶領導，並取得勝利。這場戰役英軍損失慘重，包含其指揮官，阿倫德爾伯爵約翰·菲查倫也在此戰役中身亡。

## 背景
1435年春季，經過數年的緩和後百年戰爭又進入了熱戰期。英軍的行動範圍在法蘭西北部以及阿基坦地區。他們也控制著巴黎、聖但尼以及整個諾曼底。但是對英國來說過去十年的控制範圍縮小不少。雖然聖女貞德在1430年被捕並在1431年處決，英格蘭對法蘭西王國的統治與強制特魯瓦條約的實行變得越來越困難。
1434年，法王查理七世擴張巴黎北部的領土，包含蘇瓦松、康白尼、桑利斯與博韋。热尔伯鲁瓦的位置可以威脅英軍控制的諾曼底地區並且強化附近博韋的防禦。法軍本想在1432年拿下城市，但因為財政收入不足，無法招募足夠部隊而放棄計劃。1435年春天，計劃重新進行並且準備了相應的防禦支出。
根據首位紀載热尔伯鲁瓦戰役的歷史學家─讓·皮耶，有600到1800人參與這次作戰，並由拉海爾及让·波东·德·桑特拉耶領導，兩人都曾是聖女貞德的旗下部將。他們秘密地來到热尔伯鲁瓦並嘗試修復舊有防禦設施。
這時在諾曼底的埃普特河畔熱內，約距热尔伯鲁瓦西南12公里外，一支英軍由阿倫德爾伯爵約翰·菲查倫領導，計劃要重奪最近被法軍奪下的呂村，攜帶著圍城所需器材一同出發。菲查倫於1435年5月初抵達熱內，在沒有後援的情況下向热尔伯鲁瓦出發，他認為只會有薄弱的防禦。他的部隊就數字上（粗估3000人）明顯超越法軍部隊。

## 戰鬥
菲查倫在5月9日和一支少數騎士的先鋒出現在热尔伯鲁瓦外，在稍微觀察過村落後撤離，等待英軍主力部隊抵達。
法軍在热尔伯鲁瓦的高地上觀察到整個情況，很快意識到這只是英軍的一支先頭部隊，主力部隊還在熱內的路上。由於法軍還未充分回復軍力，防禦建築的修復也未完成，他們決定趁英軍未站穩腳步前搶先發動攻擊。
拉海爾帶領一支騎兵隊離開城市，繞過英軍先鋒部隊（他們正前往熱內）準備奇襲。法軍騎兵在未被偵測到便抵達熱內附近的村莊，接著對英軍主力部隊發動攻擊。热尔伯鲁瓦的剩餘守軍（步兵和弓手）由桑特拉耶指揮和菲查倫戰鬥，菲查倫的部隊遭到孤立，在附近的木堆中尋找掩護。
拉海爾和他的騎兵隊在往熱內的路上和英軍主力發生激烈戰鬥，大量的英軍和法軍騎兵戰死。在戰鬥過程中，菲查倫受到重創，腿部被一名法國騎士刺傷。但法軍的後援抵達，英軍殘餘部隊意識到他們已經無望，並往热尔伯鲁瓦方向撤退。撤退過程中法軍騎兵仍不斷追擊殘兵，雖然持續造成英軍傷亡，但沒有成功擊潰英軍陣型，最後法軍騎兵在受到一些傷害後被英軍驅離。
菲查倫在戰鬥過程中被抓，但是因為出血嚴重不久後便死亡。英軍傷亡人數高達1,000人，法國傷亡人數只有20人-30人。

## 結果
雖然法軍得到勝利，但未能成功固守热尔伯鲁瓦與周遭地區。1437年，热尔伯鲁瓦再度被英軍攻陷。1449年又再被法軍奪回。1451年法軍收復諾曼第全境後，热尔伯鲁瓦便失去其前線戰略地位。
1435年5月9日的勝利在百年戰爭中並不算顯著。但是體現了法軍在失去聖女貞德領導後的軍事發展。